# Општина Данешти (Васлуј)
Данешти (рум. Dăneşti) општина је у Румунији у округу Васлуј.
Oпштина се налази на надморској висини од 323 m.